# Pháo đài Krakus
Pháo đài Krakus, hay còn biết đến với tên Pháo đài 33 Krakus, là một trong những pháo đài nằm trong hệ thống pháo đài Kraków. Pháo đài nằm trên đồi Krakus và được xây dựng theo phong cách kiến trúc Anh.

## Lịch sử
Pháo đài Krakus được xây dựng từ năm 1854 đến 1857 và có hình lục giác. Hệ thống phòng thủ được củng cố bởi các thành lũy bằng đất và được bao quanh bởi một con hào khô với một bức tường dốc. Bên trên bờ kè chứa các bệ pháo, các băng ghế bắn cho bộ binh và các pháo đài hình tròn có thể mở và lộ ra để giúp binh sĩ quan sát và bảo vệ con hào bên ngoài. Lối vào là cây cầu xuyên qua hào nước có mái che và được hình thành bởi một phần của bức tường bên ngoài. Doanh trại là một tòa nhà hai tầng bao gồm tầng dưới có trần nhà chống bom và tầng trên có trần làm bằng gỗ. Pháo đài được thiết kế trong trường hợp có chiến tranh; nếu tầng trên bị phá hủy thì sẽ đổ xuống tầng dưới và tăng sức phòng thủ cho tầng dưới. Pháo đài được trang bị súng M75/96 9 cm và súng cối M80 15 cm và có thể chứa một lữ đoàn vài trăm binh sĩ. Vào năm 1914, một lữ đoàn tổng cộng 114 người đã đóng quân ở đây.